# Ambystomatidae
Ambystomatidae Gray, 1850 è una famiglia di anfibi caudati.

## Tassonomia
La famiglia comprende 2 generi:
- Ambystoma Tschudi, 1838 (33 specie)
- Dicamptodon Strauch, 1870 (4 specie)